# Tangermünde
Tangermünde er en by i den sydlige del af Landkreises Stendal i den tyske delstat Sachsen-Anhalt. Den er administrationsby for Verwaltungsgemeinschaft Tangermünde, som yderligere syv kommuner deltager i. Byen Tangermünde er kendt for sit velbevarede gamle bycenter med mange bindingsværks- og murstenshuse, og en fuldt bevaret borg og bybefæstning. Tangermünde var medlem af Hanseforbundet.

## Geografi
Tangermünde ligger sydøst for Stendal på en højde på venstre bred af floden Elben i landskabet Altmark. Nedenfor byen munder floden Tanger ud i Elben.